# Stanisław Balcerzyk
Stanisław Piotr Balcerzyk (ur. 29 czerwca 1932 w Płocku, zm. 5 marca 2005 w Toruniu) – polski matematyk zajmujący się algebrą, profesor Uniwersytetu Mikołaja Kopernika w Toruniu, wieloletni pracownik Instytutu Matematycznego PAN w Warszawie, prezes Polskiego Towarzystwa Matematycznego w latach 1985–1987.

## Życiorys
W 1950 roku rozpoczął studia matematyczne pierwszego stopnia na Uniwersytecie Mikołaja Kopernika w Toruniu. Następnie odbył dwuletnie studia drugiego stopnia na Uniwersytecie Wrocławskim,
ukończone 15 czerwca 1955 roku egzaminem magisterskim oraz pracą magisterską pt. O zbiorach wolnych w grupach topologicznych napisaną pod kierunkiem Stanisława Hartmana. W 1959 doktoryzował się w Instytucie Matematycznym PAN roku na podstawie rozprawy O grupach ilorazowych pewnych podgrup zupełnej sumy prostej beztorsyjnych grup abelowych, której promotorem był Jerzy Łoś. Od 1959 zatrudniony w Instytucie Matematycznym PAN (kolejno na stanowiskach asystenta, adiunkta, docenta i profesora); od 1961 kierował Zakładem Algebry PAN w Toruniu i pracował jednocześnie na drugim etacie na Uniwersytecie Mikołaja Kopernika w Toruniu. Rada Państwa (na wniosek Rady Naukowej IM PAN) nadała mu tytuł naukowy profesora nadzwyczajnego w 1967 oraz tytuł profesora zwyczajnego w 1974 roku. Za osiągnięcia naukowe i dydaktyczne został odznaczony Medalem Komisji Edukacji Narodowej, Złotym Krzyżem Zasługi oraz Krzyżem Kawalerskim Orderu Odrodzenia Polski.